# هازجة الماء

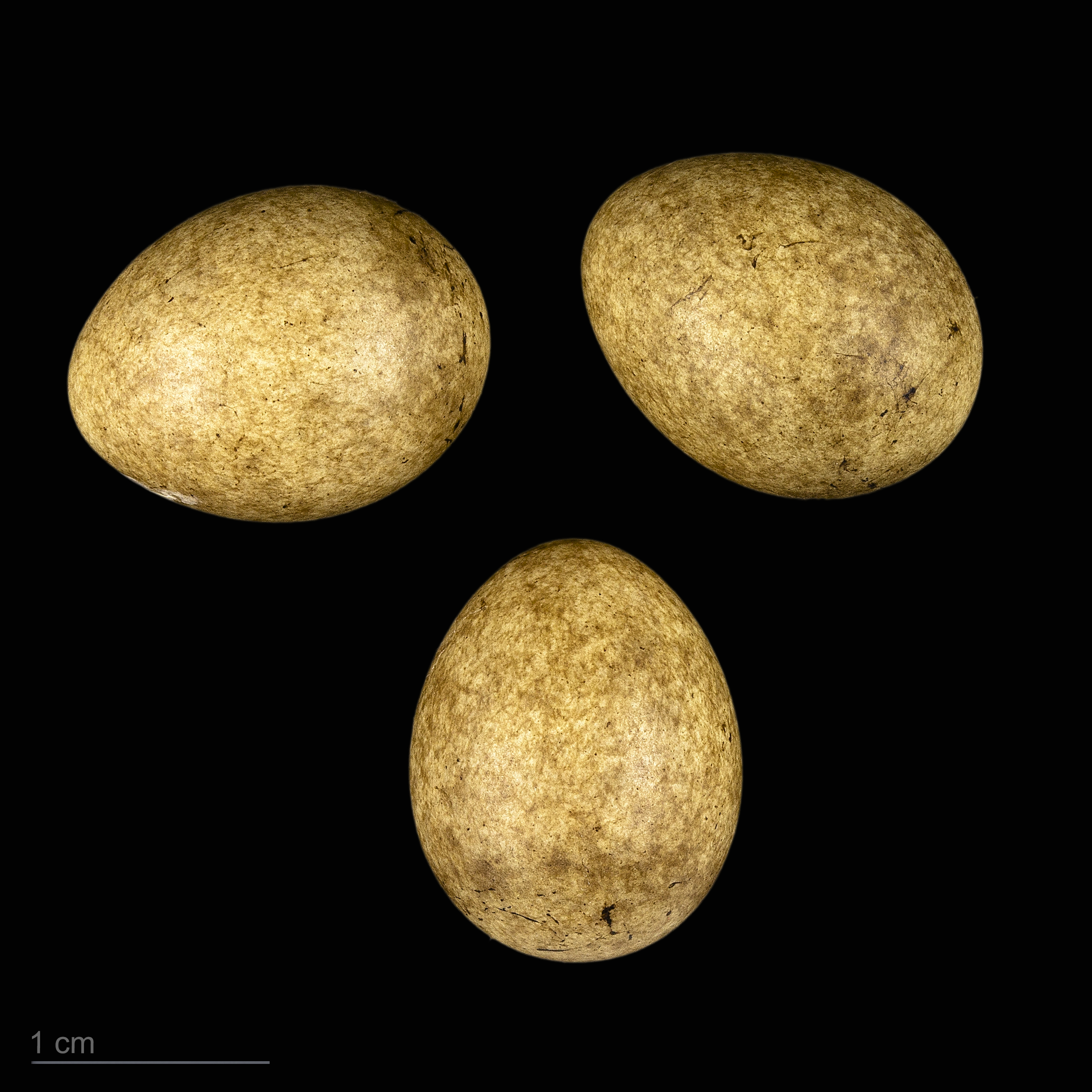
Acrocephalus paludicola

هازجة الماء (الاسم العلمي: Acrocephalus paludicola) (بالإنجليزية: Aquatic Warbler)‏، هو طائر ينتمي إلى (فصيلة: Acrocephalidae).